# Микояновская котлета

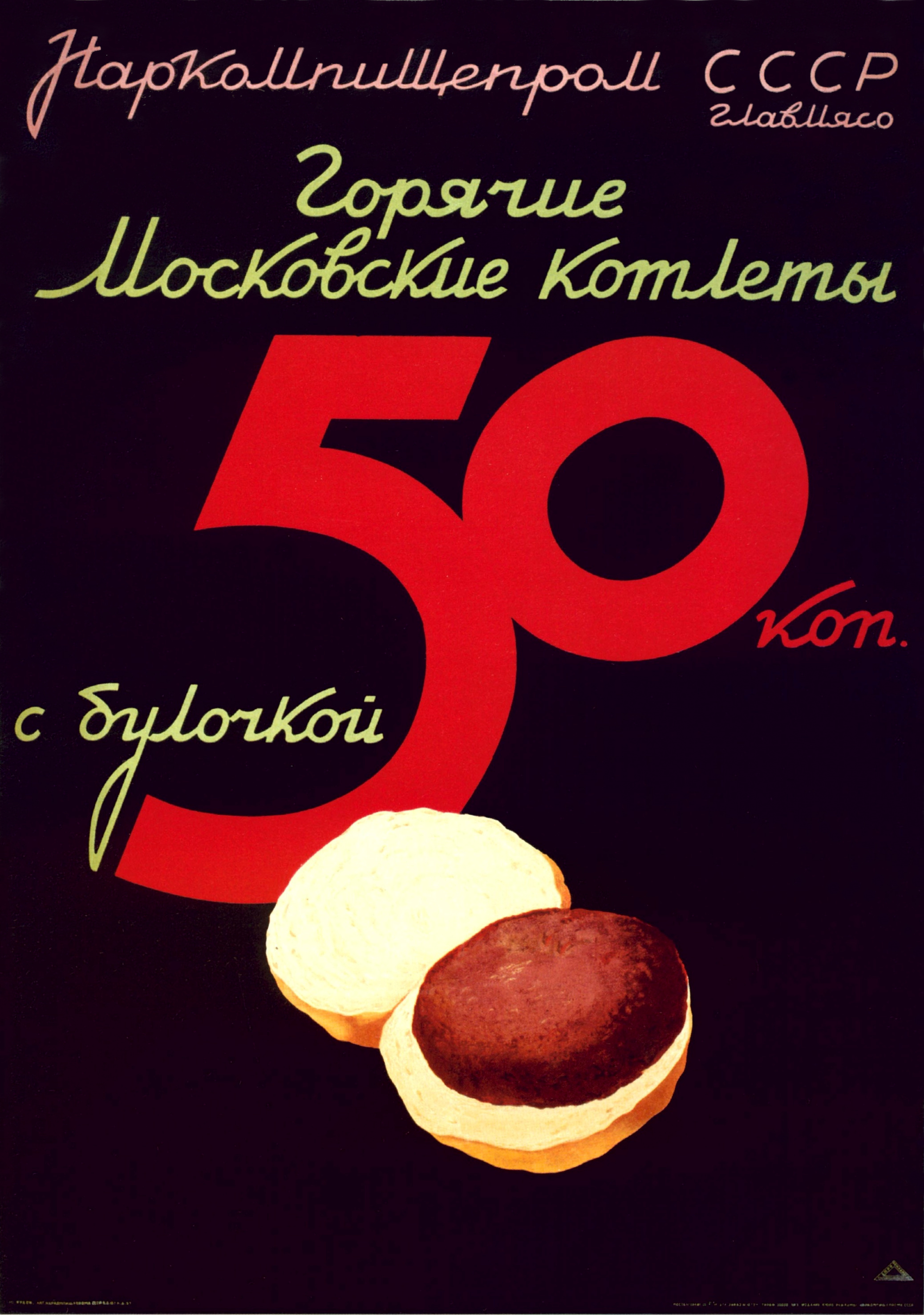
«Горячие московские котлеты с булочкой». Советский рекламный плакат, 1937

Микояновская котлета (котлета Микояна) — советское мясное блюдо и полуфабрикат в виде котлеты на основе фарша (чаще всего куриного или говяжьего). Появилась после поездки в США в 1936 году советской делегации во главе с Анастасом Микояном — руководителем Народного комиссариата пищевой промышленности СССР. Он был впечатлён достижениями американского пищепрома и внедрил многие технологии и продукты в СССР. Среди прочего, его очень заинтересовала технология изготовления и реализации гамбургеров — массового, питательного и доступного сэндвича с котлетой. В США было закуплено специальное оборудование и производство советского аналога было налажено в крупных городах СССР в промышленных масштабах. Однако по ряду причин это начинание в первоначальном виде не прижилось и от стандартных булочек с котлетой осталась только последняя. Позже изменилась и рецептура её приготовления. От рубленого мяса отказались и стандартизованные котлеты стали изготавливаться из мясного фарша с добавлением хлебной массы. Котлета получила в народе название в честь Микояна и прочно вошла в советский пищепром и быт, как недорогое блюдо подаваемое в столовых и в качестве полуфабриката.

## История

### Предыстория

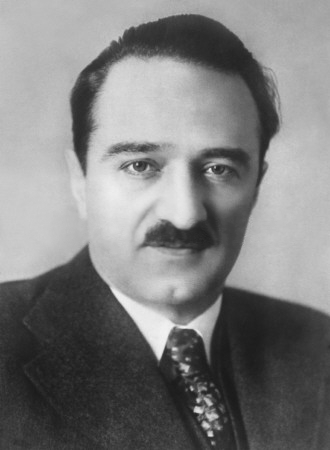
Анастас Микоян — организатор советского пищепрома

В 1934 году был образован Народный комиссариат пищевой промышленности СССР (сокр. Наркомпищепром) — центральный орган управления, регулировавший в 1934—1946 годах государственную пищевую промышленность в стране. В 1934—1938 годах его возглавлял Анастас Микоян — советский государственный и партийный деятель. Под его руководством эта область экономики переживала во второй половине 1930-х годов бурный рост. На своём посту он в составе советской делегации в 1936 году находился два месяца в США с целью развития экономического сотрудничества между странами, изучения новейших технологий в американской пищевой промышленности и торговле. Постановление Политбюро содержало следующее указание: «Командировать Микояна в Америку для ознакомления с пищевой промышленностью Северо-Американских Соединенных Штатов и перенесения опыта США в СССР». В ходе этой поездки были закуплены и перенесены в СССР многие технологии и продукты в пищевой, торговой и смежных областях (фасовка продуктов в магазинах, быстрая заморозка, холодильная техника, промышленное производство полуфабрикатов, консервов и т. д.)

### В СССР
Продавец кладёт мясо на эту пластинку без всякого масла, поскольку в «хамбургере» столько сала, что никакого жира больше не требуется. Котлета поджаривается с одной стороны, затем переворачивается на другую сторону — и в течение нескольких минут она готова. У этого же продавца имеются булочки. Он разрезает булочку, кладёт внутрь котлету, добавляет томат, ломтик солёного огурца или горчицу, и вот вам горячий бутерброд.
Наибольшее впечатление в области производства полуфабрикатов на советскую делегацию произвело промышленное изготовление стандартных мясных котлет, продававшихся и употреблявшихся в горячем виде вместе с разрезанной булочкой. Это были гамбургеры — разновидность сэндвича с рубленой котлетой. Микоян в своих мемуарах называл их «хамбургеры». По словам его биографа Ирины Глущенко, гамбургеры более всего поразили советских представителей — это был «самый сильный шок», как она выразилась. Котлеты изготавливались либо на мясокомбинате или непосредственно в магазине, причём магазинные считались хуже, так как в них могли входить просроченные, некондиционные остатки нераспроданного мяса. Они часто продавались в специальных киосках, что соответствовало представлениям Микояна о массовой, доступной пище для рабочего класса. По его инициативе было закуплено 25 автоматизированных машин по производству котлет, производительностью 2 000 000 штук в день, а также уличные жаровни. После этого технология производства советского аналога гамбургера была внедрена в СССР. По этому поводу Микоян писал:
В 1937 г. мы перенесли этот опыт в некоторые наши крупные города — Москву, Ленинград, Баку, Харьков и Киев, обязав местную хлебопекарную промышленность наладить производство специальных булочек, а предприятия мясной промышленности — освоить массовое производство котлет по единому стандарту и развозку их в торговую сеть в охлаждённом виде. Были построены и специальные киоски для уличной продажи котлет, по закупленным образцам освоено производство электрических и газовых жаровен.

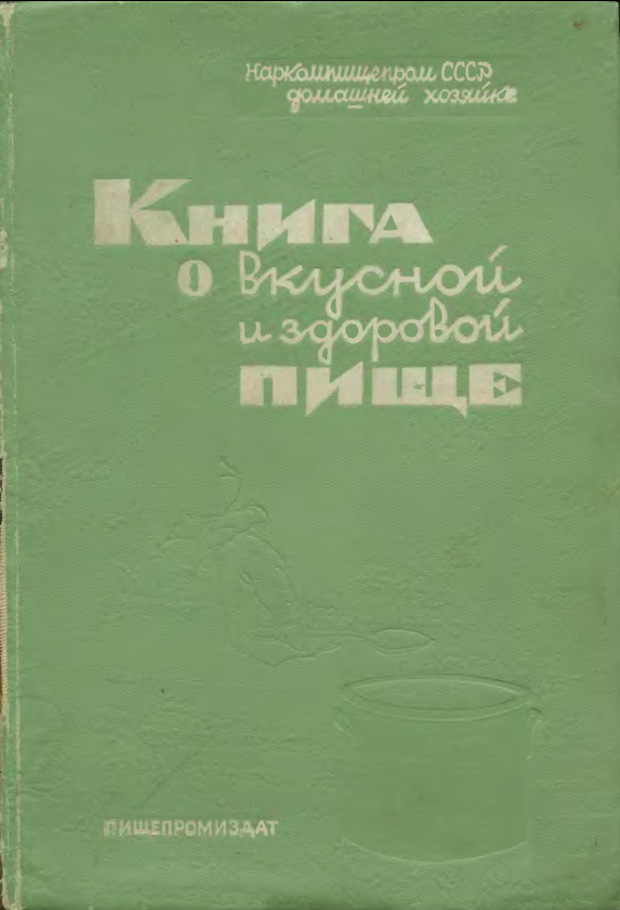
В первом издании «Книги о вкусной и здоровой пище» рассказывалось о механизации производства котлет

Первоначально потребители настороженно встретили появление нового продукта, как и ряд других полуфабрикатов, подозревая, что они изготовлены из мяса плохого качества, нарушены санитарно-гигиенические нормы и т. д. В связи с этим проводилась разъяснительная и рекламная кампания. Например, в «Книге о вкусной и здоровой пище» 1939 года указывалось, что производство полуфабрикатов в стране налажено на высоком техническом уровне и соответствует гигиеническим стандартам. В книге описывался индустриальный процесс приготовления котлет на мясокомбинате и указывалось: «Обработка продуктов, как правило, производится без прикосновения к ним человеческих рук. Ежемесячно производится медицинский осмотр всего персонала. На предприятии имеется специальная санитарная инспекция».
Однако позже ситуация изменилась. Так, по словам Микояна, продажа «горячих котлет была встречена у нас очень хорошо потребителями, и торговля пошла бойко». В октябре 1937 года «горячая московская котлета» производилась на специально открытом котлетно-расфасовочном цехе на Московском мясокомбинате уже в количестве более 400 000 штук. Однако осуществить идею в первоначальном виде полностью не удалось, так как, несмотря на успех в реализации, этому начинанию помешала Великая Отечественная война. «Лишь война помешала прочно и широко привить это начинание в нашей стране», — писал Микоян в своих воспоминаниях по этому поводу. Глущенко по этому поводу выразилась следующим образом: «Если бы в 1941 году не началась война, у нас бы была сеть ресторанов Макмикоянс». Она обрисовала участие Микояна и ситуацию с внедрением американского продукта следующим образом: «Не получилось по чисто техническим каким-то причинам, потом уже начиналась война, и гамбургеров советский человек так и не попробовал. Но он носился с идеей готовой котлеты не так, так по-другому». Позже изменилась и рецептура приготовления. От рубленого мяса с яйцом и специями отказались, и стандартизованные котлеты стали изготавливаться из мясного фарша с добавлением хлебной массы. Распространено мнение, что на изменение рецепта повлиял дефицит мяса в стране. Историк русской и советской кухни Павел Сюткин сравнивал производство котлет в 1930-е и в 1950-е годы и отмечал различие в технологии. В качестве примера он привёл заводскую статью Московского мясокомбината за 1957 год об окончании монтажа поточной линии по производству котлет. В отличие от производства 1930-х годов в ней было предусмотрено отделение для производства хлебной массы. По технологии в это отделение входило следующие устройства: «машина для измельчения хлеба и насос для подачи хлебной массы в шнековые мешалки». Американский кулинарный писатель и обозреватель Дина Причеп писала, что в результате таких изменений рецептуры по своим вкусовым качествам продукт более стал походить на мясной рулет, а не гамбургер.
Котлета стоила крайне дешево, считаясь одним из самых недорогих изделий из мяса. Продукт получил в народе название «микояновская котлета», «котлета Микояна», «котлета за шесть копеек», «котлета за семь копеек» и так далее. Она прочно вошла в советский пищепром и повседневную жизнь как непритязательное блюдо в столовых и в качестве мороженого полуфабриката, который продавался в кулинариях. Режиссёр Галина Волчек вспоминала про этот атрибут советского неприхотливого быта в её жизни: «До сих пор поражаюсь, как мы с Женей Евстигнеевым с голоду не померли, отдавая четверть небольшой зарплаты за съёмную комнату в коммуналке. Пятикопеечные микояновские котлеты умудрялись гримировать на разный лад, подавая то под томатом, то зажаренными ломтиками…» По наблюдению Сюткина, у людей воспоминания об этом блюде противоречивые: «Кому-то приходят в голову ностальгические картинки школьных завтраков. Кто-то с ужасом вспоминает состоявшие почти из одного хлеба и жира столовские котлеты». Причеп отмечала, что эти котлеты не были забыты и после развала СССР, оставаясь одним из символов советской централизованной системы питания: «Русские сегодня могут посещать рестораны в стиле бывших столовых, в которых подают ностальгические советские блюда — и kotleti в первую очередь».
Котлеты получили известность и за рубежом в качестве характерного предмета советского быта. В 1964 году обозреватель The New York Times писал о котлете Микояна («Mikoyan Cutlet»): «никто не знает, свинина это или говядина, а может рыба или курятина — это всё равно самое дешёвое и самое популярное, если не самое любимое, мясо стоимостью в несколько копеек». В 2019 году экс-заместитель помощника президента США Себастьян Горка обвинил демократов в том, что они «подобно Иосифу Сталину хотят отобрать у американцев их гамбургеры», что связывают с историей создания советских котлет, ведущих происхождение от продукта американского фаст-фуда. По словам журналиста The Independent, эта неудачная попытка привела к появлению «более дешёвой „микояновской котлеты“, которая пользовалась спросом среди простых советских людей на протяжении многих лет».